# The Brotherhood III: Young Demons
The Brotherhood III: Young Demons é um filme de 2003 dirigido por David DeCoteau. É o terceiro filme da franquia de horror Brotherhood criado pelo diretor.

## Sinopse
Um grupo de estudantes do ensino médio passa o tempo livre jogando um jogo de interpretação teatral no qual se vestem de mágicos e bruxas. Um fim de semana, eles invadem a escola à noite e decidem usá-la como cenário para o jogo. Um deles tem um livro de magia negra para conjurar feitiços e invocar espíritos. O que o grupo não sabe é que o tal livro possui feitiços verdadeiros. Quando o leem, invocam um poderoso demônio que começa a caçar um por um dos integrantes.

## Elenco
- Kristopher Turner
- Paul Andrich
- Ellen Wieser
- Julie Pedersen
- Andrew Hrankowski
- Landon McCormick
- David Johnson
- Matthew Epp
- Carl Thiessen
- Eva Demchuk
- Rita Hines
- Christine Pinnock
- Janis Pinnock
- Denise Pinnock
- Jacqueline Guertin
- Heather Mathieson
- Kristin Marand
- John Witzke
- Ruth Smith
- Cheryl Bubbs
- April Walder
- Ryan Gauthier
- Jason Zarillo
- Shannon Gibson
- Amanda Yawichuk
- Kimberly Crabb
- Allister Carrington
- Rejean Labelle